# František Balák
František Balák (* 31. srpna 1949) je bývalý soudce Nejvyššího soudu České republiky. Je uznávaným odborníkem v oblasti občanského práva, zejména v otázkách vlastnictví.

## Život
Absolvoval Právnickou fakultu UK v Praze, poté zamířil do justice. Od roku 1973 byl soudcem strakonického okresního soudu a zaměřil se na občanskoprávní agendu. Soudcem českobudějovického krajského soudu byl zvolen roku 1979 a později se zde stal předsedou občanskoprávního odvolacího senátu. V roce 1983 vykonal stáž u republikového Nejvyššího soudu, ale nabízenou pozici soudce u tohoto soudu tehdy nepřijal. Až roku 1991 byl po další stáži, i přes dřívější členství v KSČ, jmenován soudcem tehdejšího republikového nejvyššího soudu. V roce 1996 přešel k Nejvyššímu soudu, kde rozhodoval v senátu specializovaném na vlastnické právo. Kromě běžné soudcovské rozhodovací činnosti soustavně pracoval na evidenci judikatury, což vedlo k vydávání Souboru civilních rozhodnutí a stanovisek Nejvyššího soudu. Publikoval také v mnoha odborných časopisech a spolu s kolegy Věrou Koreckou a Petrem Vojtkem vydali velký komentář občanského zákoníku. Jako předseda senátu se až do roku 2012, kdy z Nejvyššího soudu odešel, významně podílel na celé řadě rozhodnutí, která v otázkách vlastnického práva zásadně ovlivnila právní praxi.